# Aphis neothalictri
Aphis neothalictri är en insektsart som beskrevs av Pashtshenko 1994. Aphis neothalictri ingår i släktet Aphis och familjen långrörsbladlöss. Inga underarter finns listade i Catalogue of Life.